# Metacirolana agujae
Metacirolana agujae är en kräftdjursart som beskrevs av Mueller1991. Metacirolana agujae ingår i släktet Metacirolana och familjen Cirolanidae. Inga underarter finns listade i Catalogue of Life.